# Krankenhaus Dornbirn

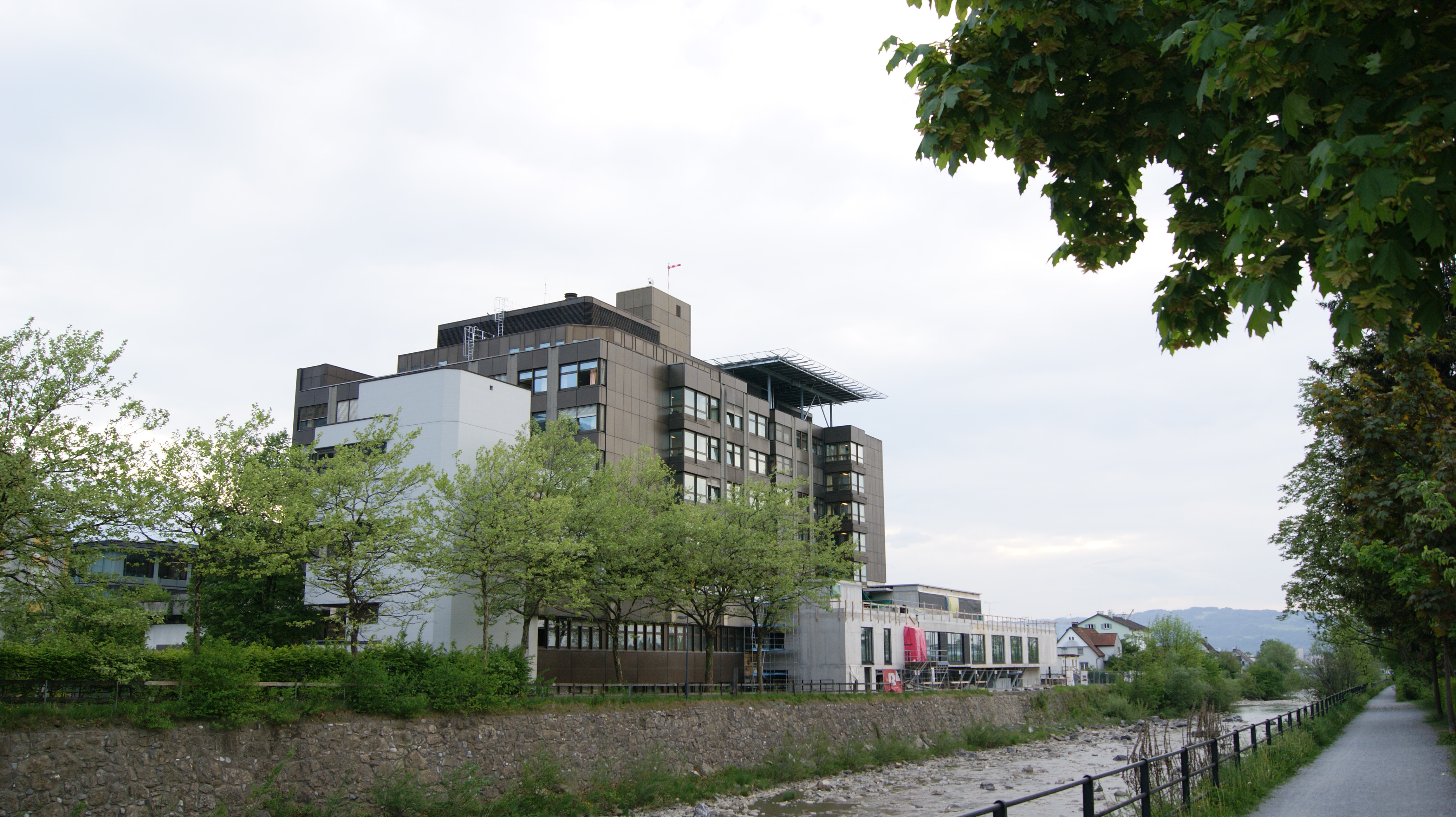
Krankenhaus mit 2017 neu errichtetem Hubschrauberlandeplatz am Dach

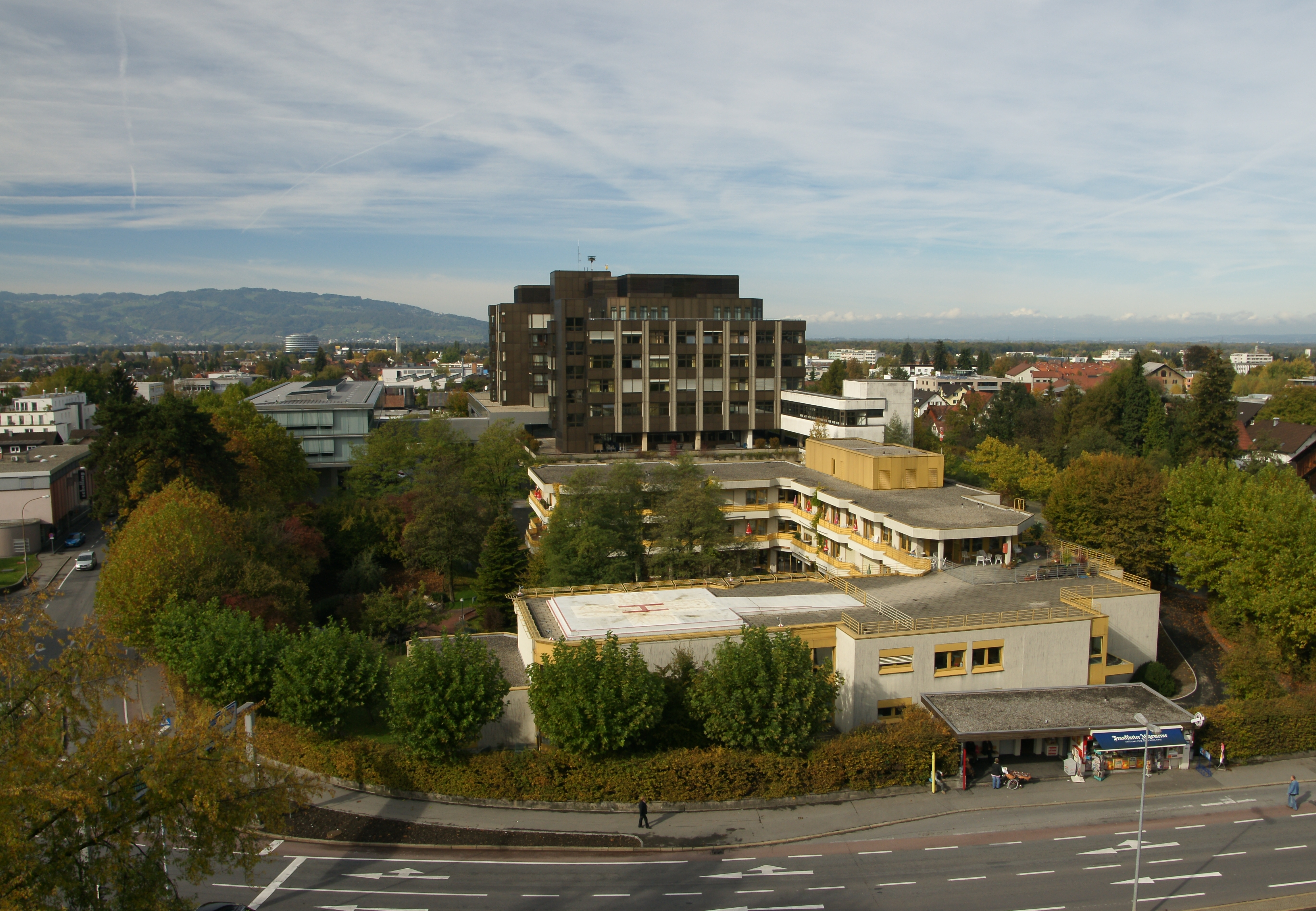
Das Krankenhaus der Stadt Dornbirn mit dem Gebäude des ehemaligen Pflegeheims im Vordergrund

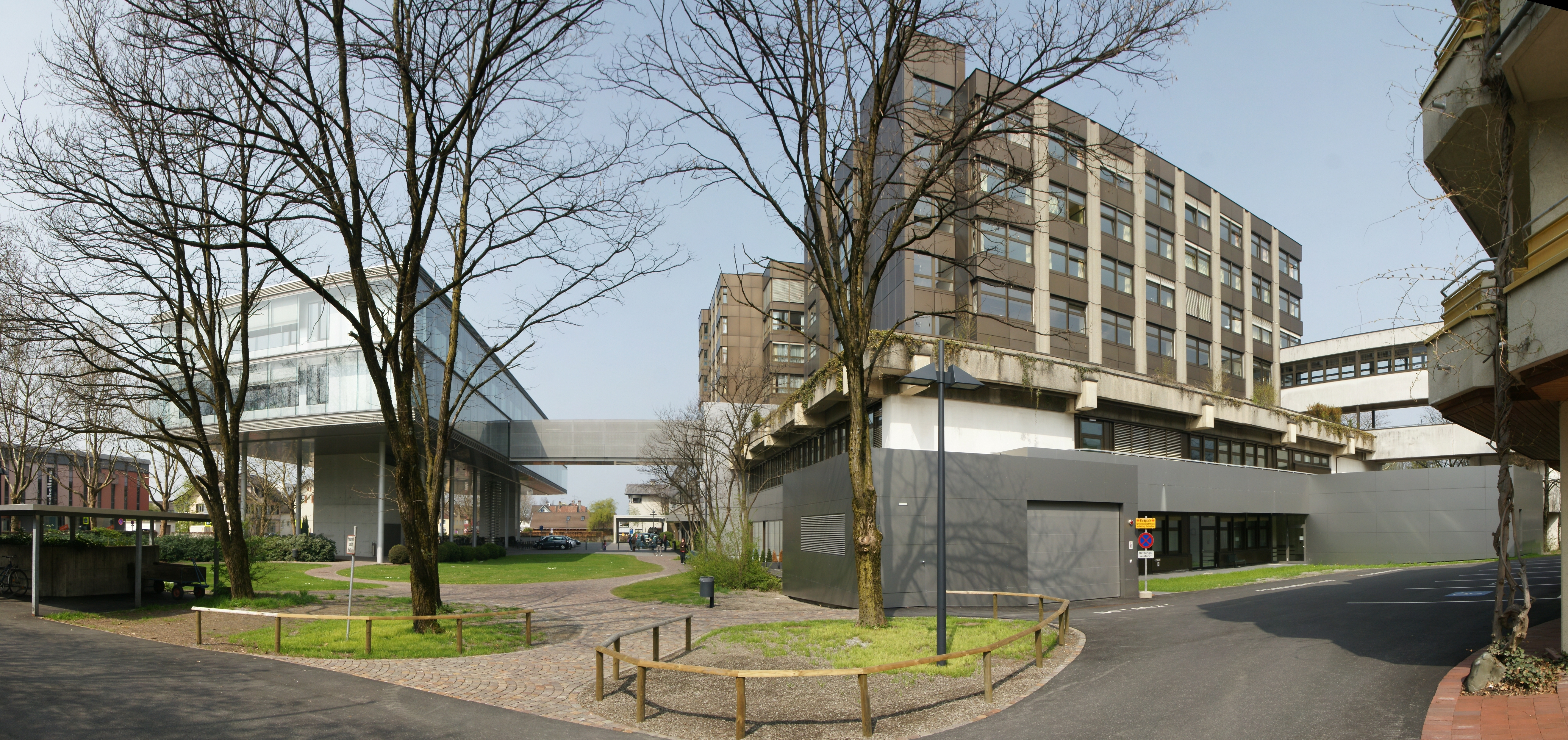
Gebäudebestand des Krankenhauses von Osten

Das Krankenhaus der Stadt Dornbirn ist ein öffentliches Krankenhaus in der österreichischen Stadt Dornbirn. Es ist das einzige öffentliche Krankenhaus des Bundeslands Vorarlberg, das von der Gemeinde verwaltet und geführt wird sowie das zweitgrößte Krankenhaus im Bundesland. Alle anderen öffentlichen Spitäler Vorarlbergs werden als Landeskrankenhäuser betrieben.
Im Dornbirner Spital stehen 278 Bettenplätze zur Verfügung. Die Versorgung der Patienten erfolgt in sieben Primariaten sowie der unfallchirurgischen Ambulanz, der interdisziplinären Tageschirurgie und der Intensivstation, der Physiotherapie sowie in Belegabteilungen für HNO, Augen und Zahnchirurgie.

## Primariate
Es existieren derzeit sieben Primariate (Abteilungen), die jeweils von einem Primararzt (Oberarzt) geführt werden. Die medizinische Leitung des gesamten Krankenhauses obliegt derzeit Edda Haberlandt, die zugleich auch Primaria der Abteilung Kinder- und Jugendheilkunde ist.
- Innere Medizin
- Chirurgie
- Gynäkologie und Geburtshilfe
- Kinder- und Jugendheilkunde
- Orthopädie
- Radiologie
- Anästhesie und Intensivmedizin

Im Primariat Gynäkologie und Geburtshilfe ist seit dem Jahr 2003 auch Österreichs einzige Gewalt- und Missbrauchsambulanz eingerichtet. In dieser speziellen Anlaufstelle für Opfer von Missbrauch nehmen speziell geschulte Ärztinnen die Erstuntersuchung nach Missbrauchsfällen vor. Ziel der Ambulanz ist es nach eigener Aussage, den Opfern die Qual mehrerer Untersuchungen und Einvernahmen zu ersparen und gleichzeitig gerichtlich verwertbare Beweise zu sichern. Die 24 Stunden am Tag geöffnete Spezialambulanz ist jährlich Anlaufstelle von bis zu 100 Patienten.

## Gebäude
Das Krankenhaus der Stadt Dornbirn befindet sich im Kern der Stadt im Bezirk Hatlerdorf. Zwischen der Vorarlberger Straße, der Lustenauer Straße und der Dornbirner Ach gelegen ist das Krankenhaus optimal erreichbar und äußerst zentral gelegen. Im mit einem unterirdischen Gang verbundenen Gebäude des alten städtischen Krankenhauses wurden zwischenzeitlich die Nachsorgestation und ein Pflegeheim untergebracht - dessen Belegschaft übersiedelte aber im März 2014 in das neu gebaute Pflegeheim Birkenwiese.
Auf dem Dach des Krankenhauses wurde im Jahr 2017 ein neuer Hubschrauberlandeplatz für die Flugrettung errichtet, der knapp 600 Quadratmeter groß ist und über eine eigene Fußbodenheizung zur Herstellung der Wintertauglichkeit verfügt. In einer 2009 neu errichteten Garage zwischen dem Pflegeheim und dem Krankenhaus ist das Notarzteinsatzfahrzeug (NEF), das in Kooperation mit dem Dornbirner Roten Kreuz betrieben wird, stationiert.
Der am 1. Dezember 1983 in Betrieb genommene ursprüngliche Krankenhausbau wurde erstmals im Jahr 2004 um einen Verwaltungs-Zubau erweitert.
Am 18. September 2021 wurde der modernisierte Operationsbereich des städtischen Krankenhauses nach einer 4,5-jährigen Bauzeit bei laufendem Betrieb offiziell eröffnet. Mit einer Investition von 22,5 Millionen Euro bietet der neue Bereich nun ein bestmögliches Behandlungs- und Arbeitsumfeld. Die Modernisierung umfasst sieben Operationssäle, optimierte Arbeitsabläufe und moderne Technologien, wie 4K-Video-Routing und ein dynamisches Lichtkonzept, das sich an den natürlichen Tageslichtverlauf anpasst. Die Stadt Dornbirn betont die Bedeutung dieser Investition für eine verbesserte medizinische Versorgung und attraktive Arbeitsbedingungen.
Das städtische Krankenhaus hat 2023 seinen Geburtsbereich um 150 Quadratmeter erweitert und die bestehenden Kreißsäle modernisiert. Mit einem Bauvolumen von rund zwei Millionen Euro wurden die vier Kreißsäle erneuert, ein zusätzlicher Kreißsaal und drei Behandlungszimmer geschaffen, sowie ein neuer Ambulanzraum eingerichtet, der als sechster Kreißsaal genutzt werden kann.
Am 6. Mai 2024 wurde im städtischen Krankenhaus eine neue Ersteinschätzung nach dem Manchester Triage System eingeführt, um Patient der Notaufnahme nach Dringlichkeit zu priorisieren. Dieser standardisierte Prozess teilt die Patienten in fünf Dringlichkeitsstufen ein, um sicherzustellen, dass dringende Fälle wie Herzinfarkte oder schwere Verletzungen schneller behandelt werden. Der Umbau für diese neue Einheit kostete 150.000 Euro und beinhaltet neue Wartebereiche im Eingangsbereich des Krankenhauses. Rund 45.000 Patient pro Jahr profitieren von der erhöhten Effizienz und Sicherheit dieser Maßnahme.

## Strategische Zielplanung für das Krankenhaus
Die Stadt Dornbirn plant die Sanierung der Bettengeschoße im Krankenhaus als nächste Etappe nach der Modernisierung der Kernbereiche. Die „strategische Zielplanung“, unterstützt von dem Unternehmen Drees & Sommer aus Wien, identifiziert den Bedarf an Räumlichkeiten und Flächen für eine mögliche Umsetzung. Dabei werden demografische Daten, Gesundheitspolitik und medizinische Entwicklungen berücksichtigt. Die Umbaumaßnahmen werden den laufenden Betrieb herausfordern, aber auch die Möglichkeit einer Erweiterung des Krankenhauses umfassen, um mittel- bis langfristig den Bedarf an zusätzlichen Flächen zu decken. Die geplante Entscheidung zur Umsetzung des Projekts steht (Stand 28. Mai 2024) noch aus.